# Азотистый баланс
Азотистый баланс (Азотистое равновесие, англ. nitrogen balance) — соответствие между количеством азота поглощённого органом и выделенного из него. Такое соответствие необходимо для устойчивого развития человека и животных. Например, организм взрослого человека в сутки должен потреблять 13—16 г азота, то есть 100 г белка. Если на протяжении длительного времени организм получает количество азота, меньшее так называемого белкового минимума, тогда организм начинает разрушать собственные белки. Азотистый баланс становится отрицательным (организм выделяет больше азота, чем потребляет). Это приводит к тому, что человек худеет, слабеет, уменьшается в массе (возникает истощение). Для растущего организма человека количество азота, поступающего из пищи, должно быть больше количества азота, содержащегося в выделяемых им остатках веществ.
Количество разрушаемого в теле белка можно вычислить, определяя по способу Кьелдаля количество азота в моче и помножая его на 6,25, так как белок содержит 16% азота (16×6,25=100). Количество неусвоенного белка пищи определяется по содержанию азота в кале.